# Guttenberg (Oberfranken)
Guttenberg ist eine Gemeinde im oberfränkischen Landkreis Kulmbach in Bayern. Mit weniger als 500 Einwohnern ist es die kleinste Gemeinde in Oberfranken.

## Geografie

### Geografische Lage
Die Gemeinde liegt am Südostrand des Naturparks Frankenwald. Durch das Gemeindegebiet fließt der Liesbach, ein linker Zufluss der Unteren Steinach.

### Gemeindegliederung
Es gibt 14 Gemeindeteile (in Klammern ist der Siedlungstyp angegeben):
- Breitenreuth (Gut)
- Buch (Weiler)
- Eeg (Weiler)
- Guttenberg (Pfarrdorf)
- Kaltenstauden (Weiler)
- Maierhof (Dorf)
- Messengrund (Einöde)
- Möhrenreuth (Weiler)
- Neuenwirtshaus (Einöde)
- Pfaffenreuth (Weiler)
- Streichenreuth (Weiler)
- Torkel (Einöde)
- Torschenknock (Einöde)
- Vogtendorf (Weiler)

Die Einöden Fichten, Schroth und Spitzberg sind mittlerweile abgebrochen.
Es gibt auf dem Gemeindegebiet nur die Gemarkung Guttenberg. Sie hat eine Fläche von 10,655 km² und ist in 979 Flurstücke aufgeteilt, die eine durchschnittliche Flurstücksfläche von 10884 m² haben. In ihr liegen sämtliche Gemeindeteile von Guttenberg.

## Geschichte

### Bis zur Gemeindegründung
Die Geschichte der Gemeinde ist eng an die der Adelsfamilie Guttenberg gebunden. Die erste urkundliche Erwähnung war im Jahre 1148. Heinrich von Plassenberg erbaute 1315 die örtliche Burg Guttenberg, nach der sich seine Nachkommen benannten. Die Burgen Alt- und Neuguttenberg wurden 1523 durch den Schwäbischen Bund zerstört, aber wieder aufgebaut (siehe auch Wandereisen-Holzschnitte von 1523).
Gegen Ende des 18. Jahrhunderts bestand Guttenberg aus 74 Anwesen. Das Hochgericht übte das Burggericht Guttenberg aus. Es hatte ggf. an das bambergische Centamt Marktschorgast auszuliefern. Die Dorf- und Gemeindeherrschaft hatte das Burggericht Guttenberg. Grundherren waren
- das Burggericht Guttenberg (3 Schlossgebäude, evangelische Pfarrkirche, evangelisches Pfarrhaus, Schulhaus, Amtshaus, Gerichtsdienerhaus, 2 Wirtshäuser, 2 Mahlmühlen, 1 Hof, 6 Güter, 5 Gütlein, 3 Tropfgütlein, 47 Wohnhäuser),
- das Rittergut Steinenhausen (1 Anwesen),
- das Rittergut Schlößlein (Schlossgebäude, 3 Häuser, 1 Malzhaus).[7]

Die Herrschaft der von Guttenberg, die auch zum Fränkischen Ritterkreis gehörten, wurde 1802 von Bayern besetzt, 1804 an Preußen übergeben, nach dem Frieden von Tilsit 1807 von Frankreich in Besitz genommen und fiel 1810 endgültig an Bayern.
Mit dem Gemeindeedikt wurde 1812 der Steuerdistrikt Guttenberg gebildet, zu dem folgende Orte gehörten: Baiersbach, Breitenreuth, Buch, Eeg, Fichten, Guttenberg, Guttenberger Hammer, Hohenreuth, Hübnersmühle, Kaltenstauden, Kollerbachsmühle, Maierhof, Messengrund, Möhrenreuth, Neuenwirtshaus, Pfaffenreuth, Schroth, Schwärzleinsdorf, Spitzberg, Streichenreuth, Tannenwirtshaus, Torkel, Torschenknock, Traindorf, Triebenreuth, Vogtendorf (Guttenberg), Vogtendorf (Stadtsteinach), Weidmes und Weiglas.
Zugleich entstanden folgende Ruralgemeinden:
- Guttenberg mit Breitenreuth, Buch, Eeg, Fichten, Kaltenstauden, Maierhof, Messengrund, Möhrenreuth, Neuenwirtshaus, Pfaffenreuth, Schroth, Spitzberg, Streichenreuth, Torkel, Torschenknock und Vogtendorf;
- Traindorf mit Baiersbach, Hohenreuth und Tannenwirtshaus;
- Triebenreuth mit Kollerbachsmühle und Schwärzleinsdorf;
- Vogtendorf;
- Weidmes mit Guttenberger Hammer, Hübnersmühle und Weiglas.

Die Ruralgemeinde Guttenberg war in Verwaltung und Gerichtsbarkeit dem Landgericht Münchberg zugeordnet und in der Finanzverwaltung dem Rentamt Münchberg. Von 1819 bis 1848 übernahm das Herrschaftsgericht Guttenberg weitestgehend die Befugnisse, die das Landgericht hatte. 1840 wurde die Gemeinde an das Landgericht Stadtsteinach und 1853 an das Rentamt Stadtsteinach überwiesen (1919 in Finanzamt Stadtsteinach umbenannt). Ab 1862 gehörte Guttenberg zum Bezirksamt Stadtsteinach (1939 in Landkreis Stadtsteinach umbenannt). Die Gerichtsbarkeit blieb beim Landgericht Stadtsteinach (1879 in Amtsgericht Stadtsteinach umgewandelt).

### Ausgliederung
Im Jahr 1951 beantragten die 120 Einwohner des Gemeindeteiles Neuguttenberg die Umgemeindung nach Traindorf. Bei einer Abstimmung stimmten 80 % für die Umgliederung. Am 1. Januar 1964 genehmigte die Regierung von Oberfranken die Gebietsänderung.

### Einwohnerentwicklung
Im Zeitraum 1988 bis 2018 sank die Einwohnerzahl von 495 auf 484 um 11 bzw. um 2,2 %. Am 31. Dezember 2002 hatte Guttenberg 583 Einwohner.
Gemeinde Guttenberg
| Jahr      | 1819   | 1840   | 1852   | 1861   | 1867   | 1871   | 1875   | 1880   | 1885   | 1890   | 1895   | 1900   | 1905   | 1910   | 1919   | 1925   | 1933   | 1939   | 1946   | 1950   | 1961   | 1970   | 1987   | 2000 | 2010   | 2015   | 2018   |
| Einwohner | 735    | 1113   | 1020   | 1065   | 1075   | 1112   | 1140   | 1145   | 1101   | 1037   | 963    | 819    | 719    | 729    | 738    | 704    | 749    | 702    | 986    | 982    | 657    | 618    | 502    | 561  | 536    | 501    | 484    |
| Häuser    |        |        |        |        |        | 138    |        |        | 137    | 136    |        | 136    |        |        |        | 135    |        |        |        | 145    | 148    |        | 159    |      |        | 199    | 199    |
| Quelle    | [ 10 ] | [ 11 ] | [ 11 ] | [ 12 ] | [ 13 ] | [ 14 ] | [ 15 ] | [ 16 ] | [ 17 ] | [ 18 ] | [ 11 ] | [ 19 ] | [ 11 ] | [ 20 ] | [ 11 ] | [ 21 ] | [ 11 ] | [ 11 ] | [ 11 ] | [ 22 ] | [ 23 ] | [ 24 ] | [ 25 ] |      | [ 26 ] | [ 26 ] | [ 26 ] |

Ort Guttenberg
| Jahr      | 001818 | 001819 | 001861 | 001871 | 001885 | 001900 | 001925 | 001950 | 001961 | 001970 | 001987 |
| Einwohner |        | 395    | 610    | 671    | 639    | 457    | 383    | 513    | 416    | 414    | 327    |
| Häuser    | 77     |        |        | 76     | 77     | 76     | 73     | 94     |        | 108    |        |
| Quelle    | [ 8 ]  | [ 10 ] | [ 12 ] | [ 14 ] | [ 17 ] | [ 19 ] | [ 21 ] | [ 22 ] | [ 23 ] | [ 24 ] | [ 25 ] |

## Politik
Die Gemeinde ist Mitglied der Verwaltungsgemeinschaft Untersteinach.

### Bürgermeister
Erster Bürgermeister ist seit Mai 2020 Philip Laaber (CSU). Vorgänger war seit Mai 1996 Eugen Hain (CSU/Parteilose Wählergemeinschaft).

### Gemeinderat
Die Kommunalwahlen seit 2002 führten zu den folgenden Sitzverteilungen im Gemeinderat:
|                                   | 2002 | 2008 | 2014 | 2020 |
| --------------------------------- | ---- | ---- | ---- | ---- |
| CSU/Parteilose Wählergemeinschaft | 6    | 6    | 6    | 6    |
| SPD/Freie Wähler *                | 2    | 2    | 2    | 2    |
| Gesamt                            | 8    | 8    | 8    | 8    |

### Wappen
| Wappen von Guttenberg | Blasonierung: „Über silbernem Schildfuß, darin ein durchgehendes rotes Tatzenkreuz, in Blau eine goldene heraldische Rose mit silbernen Kelchblättern.“ |
| Wappen von Guttenberg | Wappenbegründung: Die Rose ist das Wappen der Herren von und zu Guttenberg. Die Geschichte der Gemeinde ist eng verbunden mit dem gleichnamigen Adelsgeschlecht, das den Ort bis in die Neuzeit prägte. Heinrich von Plassenberg erbaute 1315 die Burg Guttenberg, nach der sich seine Nachkommen von nun an nannten. Die Herren von Plassenberg waren andechs-meranische Ministerialen und wurden 1148 erstmals urkundlich erwähnt. Das rote Tatzenkreuz weist auf die evangelische Pfarrkirche St. Georg hin. In ihr befinden sich auch die Grabmäler der Freiherren von Guttenberg aus dem 16. bis 18. Jahrhundert. Dieses Wappen wird seit 1983 geführt. |

## Baudenkmäler

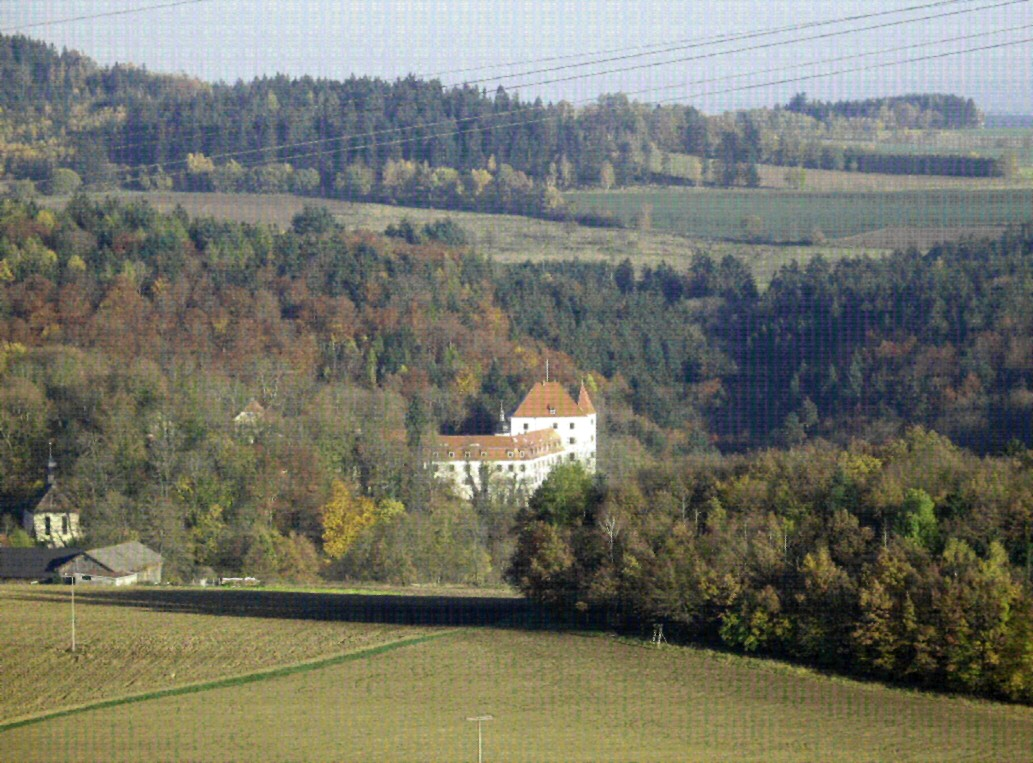
Die Burg Guttenberg liegt auf einem bewaldeten Bergsporn, der nur von der Ortsseite einfach zu erreichen ist.

Einige herrschaftliche Gebäude der Adelsfamilie Guttenberg prägen das Erscheinungsbild der Gemeinde. Hervorstechend ist das Schloss Guttenberg, sowie das Untere Schloss, von dem noch das Hauptgebäude am Bienengarten Nr. 2 erhalten ist. Dort lebte von 1951 bis 1959 der deutsch-kanadische Architekt Louis Löschner, ein Vertreter der Bauhaus-Schule.

## Verkehr
Die Kreisstraße KU 13 führt nach Maierhof (1,2 km nördlich) bzw. nach Untersteinach zur Bundesstraße 303 (3 km südwestlich). Eine Gemeindeverbindungsstraße führt nach Vogtendorf (1,1 km nordwestlich).

## Söhne und Töchter der Gemeinde
- Christian Nützel (1881–1942), Volksliedsammler
- Wilhelm Uhlig (1930–2022), Bildhauer

Der ehemalige Bundesminister Karl-Theodor zu Guttenberg ist in Guttenberg nicht geboren, lebt jedoch auf dem gleichnamigen Schloss im Gemeindegebiet.

## Ehrenbürger
- Enoch zu Guttenberg (1946–2018), Dirigent